# Cap Akritas

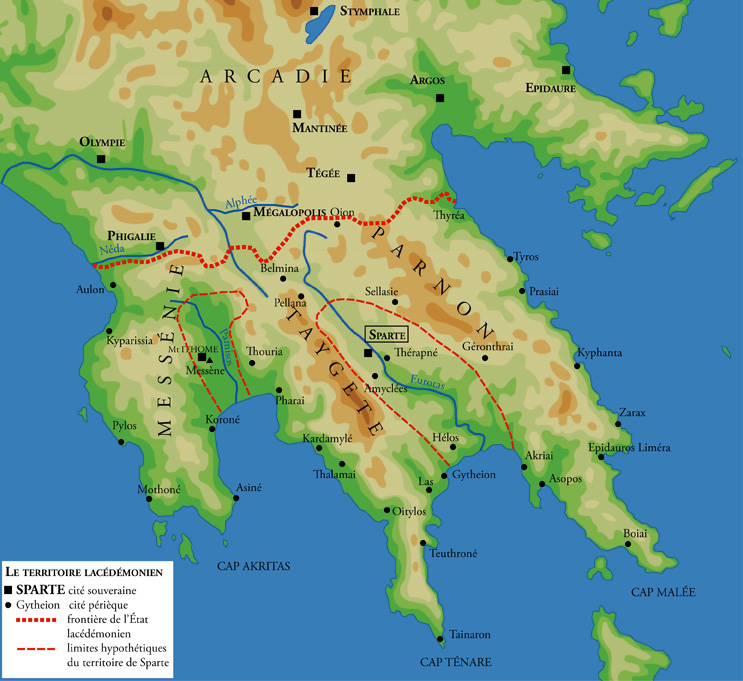
Territoire de Sparte avec le cap Akritas.

Le cap Akritas (grec moderne : Ακρίτας) est le cap qui termine la péninsule messénienne, l'une des péninsules de l'extrémité méridionale du Péloponnèse, en Grèce. Il forme l'extrémité ouest du golfe de Messénie, à proximité de la ville de Coron. À son large se situe l'île de Venetiko (el).